# 源氏物語千年紀 Genji
《源氏物語千年紀 Genji》是一部日本動畫作品，於2009年1月15日至3月26日在富士電視台noitaminA播出。
2008年8月，動畫節目noitaminA原定是把大和和紀改編自源氏物語的漫畫作品《源氏物語》動畫化，不過，根據監督出崎統的意向，2008年11月10日對計劃作了相應調整，變成了動畫直接取材自小說原著。工作人員除了一部份外均未變更。

## 工作人員
- 導演・腳本：出崎統
- 系列構成・腳本：金春智子
- 人物設定・作畫監督：杉野昭夫
- 音樂監督：鈴木清司
- 音樂：S.E.N.S. Project
- 美術監督：河野次郎
- CG監督：下山真吾
- 動畫製作：TMS Entertainment、手塚Production

## 配音員
- 光源氏：櫻井孝宏
- 弘徽殿女御：藤田淑子
- 紫之上：遠藤綾
- 藤壺女御：玉川紗己子
- 桐壺帝：堀内賢雄
- 頭中將：杉田智和
- 葵之上：平田繪里子
- 六條御息所：鶴弘美
- 夕顏：小清水亞美
- 惟光：鈴木千尋
- 朧月夜：長澤美樹
- 朱雀帝：水島裕

## 主題曲
- 片頭曲「日和姫」

歌：PUFFY
作詞・作曲：椎名林檎
- 片尾曲「恋」

歌：中孝介
作詞：小林夏海、作曲：ハマモトヒロユキ、編曲：河野伸

## 各話列表
| 話數 | 日文标题 | 中文标题 | 劇本              | 分镜   | 演出         | 作画監督                                |
| ---- | -------- | -------- | ----------------- | ------ | ------------ | --------------------------------------- |
| 1    |          | 光之君   | 金春智子 出崎統   | 出崎統 | 長岡義孝     | 平山智 斎藤浩信 細野明美 しまだひであき |
| 2    |          | 六條     | 金春智子 出崎統   | 出崎統 | 桑原智       | 杉野昭夫 内田裕                         |
| 3    |          | 夕顏     | 金春智子 出崎統   | 出崎統 | のがみかずお | 小林ゆかり                              |
| 4    |          | 藤壺     | 金春智子 出崎統   | 出崎統 | 牧野良高     | 杉野昭夫 高柳久美子                     |
| 5    |          | 宿世     | 森田真由美 出崎統 | 出崎統 | 濁川敦       | 小松香苗 しまだひであき                 |
| 6    |          | 朧月夜   | 森田真由美 出崎統 | 出崎統 | 山口頼房     | 杉野昭夫 内田裕                         |
| 7    |          | 葵之上   | 金春智子 出崎統   | 出崎統 | 五十嵐達也   | 小林ゆかり                              |
| 8    |          | 嵯峨野   | 金春智子 出崎統   | 出崎統 | 牧野吉高     | 杉野昭夫 高栁久美子                     |
| 9    |          | 叢雲     | 森田真由美 出崎統 | 出崎統 | 長岡義孝     | 福島豊明                                |
| 10   |          | 謀叛     | 金春智子 出崎統   | 出崎統 | 桑原智       | 内田裕                                  |
| 11   |          | 向若紫   | 金春智子 出崎統   | 出崎統 | のがみかずお | しまだひであき 小林ゆかり、小山知洋     |

## 播放電視台
日本深夜動畫：下文記載的日本国内播放時間使用日本標準時間（UTC+9）表示。因為部分時間标识會採用30小时制，因此請留意这类超过24:00的时间，其實際播放時間為翌日清晨。
| 播放地區   | 播放電視台       | 播放日期                | 播放時間                   |
| ---------- | ---------------- | ----------------------- | -------------------------- |
| 關東廣域圏 | 富士電視台       | 2009年1月15日 - 3月26日 | 星期四 24時45分 - 25時15分 |
| 關東廣域圏 | 關西電視台       | 2009年1月20日 - 3月31日 | 星期二 25時29分 - 25時59分 |
| 中京廣域圏 | 東海電視台       | 2009年1月22日 - 4月2日  | 星期四 26時05分 - 26時35分 |
| 福岡縣     | 西日本電視台     | 2009年1月28日 -         | 星期一 26時15分 - 26時45分 |
| 新潟縣     | 新潟綜合電視台   | 2009年1月29日 -         | 星期四 26時00分 - 26時30分 |
| 高知縣     | 高知SunSun電視台 | 2009年2月4日 -          | 星期一 15時30分 - 16時00分 |
| 熊本縣     | 熊本電視台       | 2009年2月10日 -         | 星期四 26時05分 - 26時35分 |

## 外部連結
- 電視動畫官方網站 （页面存档备份，存于）
- 源氏物語千年紀委員會